# Ermionida
Ermionida (tiếng Hy Lạp: ?) là một khu tự quản ở vùng Peloponnesos, Hy Lạp. Khu tự quản Ermionida có diện tích 421 km², dân số theo điều tra ngày 18 tháng 3 năm 2001 là 14330 người.